# Fattura elettronica
La fattura elettronica è una fattura in formato digitale. Nello specifico con l'espressione "fatturazione elettronica" si intende il processo con cui si gestisce emissione, invio, tenuta e conservazione sostitutiva del documento di fatturazione. Tale processo si ispira sostanzialmente a tre principi: dematerializzazione (esclude il formato cartaceo), integrità e collaborazione nella relazione cliente-fornitore.
La fattura elettronica consiste in un documento digitale, solitamente prodotto in formato xml. Le regole tecniche di produzione, eventuale firma qualificata e invio dipendono dal quadro normativo di ciascuna nazione.

## Caratteristiche
Uno dei maggiori meriti della fatturazione elettronica è la semplificazione e un conseguente accrescimento della trasparenza generale. Aiuta lo Stato a combattere l’evasione accertando i dati delle fatture in una logica ex ante e aiuta le aziende dando loro meccanismi più semplici e omogenei, portandole ad essere anche più competitive. Nell'Unione Europea l’Italia è stato il primo paese a prevedere con un obbligo normativo l’obbligatorietà della fattura elettronica tra privati.
La disponibilità immediata del documento permette di contrastare più rapidamente le condotte elusive degli operatori. Per essere immutabile e non alterabile, la fattura elettronica deve poter attestare la data di emissione, la sua provenienza e l'integrità del contenuto.

## Nel mondo

### Italia
Fu introdotta in Italia con la legge finanziaria 2008 nell'ambito delle linee di azione dell'Unione europea («i2010») che incoraggia gli Stati membri a dotarsi di un adeguato quadro normativo, organizzativo e tecnologico per gestire in forma elettronica l'intero ciclo degli acquisti. Dal 2014 è obbligatoria verso la PA e dal 2019 tra privati (con deroghe).
Dal 1º luglio 2022, in seguito alla pubblicazione in Gazzetta Ufficiale del Decreto Legge 36/2022, l’obbligo di fatturazione elettronica è stato esteso a tutti i contribuenti appartenenti al regime forfettario che, nell’anno precedente, abbiano percepito compensi oltre la soglia di 25mila euro. Dal 1º gennaio 2024 l’obbligo è stato ampliato a tutti i contribuenti forfettari, a prescindere dai loro compensi annui.